# Синагога Дура-Европос
Синагога Дура-Европос — синагога в античному місті Дура-Европос на річці Євфраті (поблизу сучасного Калат-ес-Саліх в Сирії). Відкрита під час розкопок 1932—1935 років під керівництвом двох науковців — американця Джеймса Генрі Брестеда та уродженця Житомира Михайла Івановича Ростовцева. Знаменита своїми добре збереженими фресками на біблійні сюжети, які свідчать про те, що старозавітньої заборони на зображення людей в III столітті дотримувалися не всі єврейські громади.
Фрески зберігаються в Національному музеї Дамаска, де відновлено інтер'єр синагоги.

## Будівля

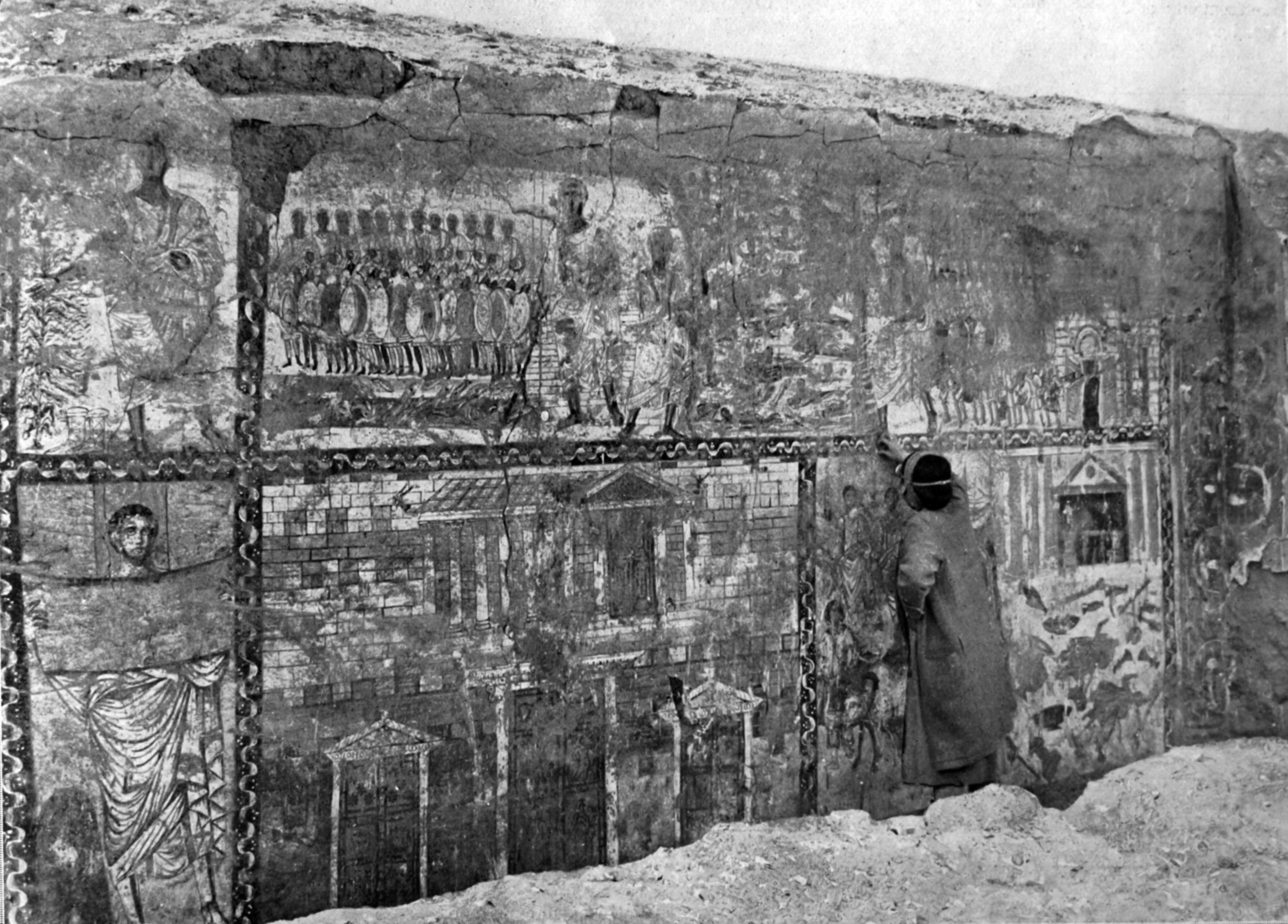
Розкопки синагоги, 1933 рік

Будівлю синагоги була споруджено 244-245 роки, про що свідчить знайдений під час розкопок напис арамейською мовою. Інший напис на грецькою повідомляє, що її засновником був «старійшина євреїв» Шмуель бен Іді. Синагога розташовувалася поряд з міським муром. 256 року при будівництві укріплень проти військ Сасанідів з неї було знято дах, а будівлю було засипано піском. Це й сприяло збереженню її фресок у часи запустіння, коли місто після захоплення Сасінідами було покинуте.
Будівля мала висоту близько 7 метрів, головний зал синагоги мав розміри 7,68 м х 13,35 м. Уздовж його стін розташовувалися лави. У західній стіні, зверненій до Єрусалиму, розташовувалася напівкругла ніша для зберігання сувоїв Тори. Перед нішею знаходилося підвищення. У ході розкопок під будівлею були знайдені залишки давнішої споруди, що датується кінцем II — початком III століть. Вона мала розміри 4,6 м х 10,85 м і була прикрашена рослинним та геометричним орнаментом.

## Фрески
На стінах у три яруси розташовані фрески на біблійні сюжети, в яких трапляються і язичницькі символи та образи. Кожна фреска укладена в прямокутну рамку та відділена від інших бордюром з рослинним орнаментом. На фресках представлені: чотири сцени з життя Мойсея, сцени з життя Аарона, Самуїла, Давида, Соломона, Якова, Ілії, Єзекіїля, Вихід євреїв з Єгипту, Перехід через Чермне море, Агасфера з Есфір, історія Ковчега Завіту. На деяких фресках присутні грецькі або арамейські написи.
Відкриття фресок Дури-Европос дозволило дослідникам зробити висновок, що в III столітті єврейські громади трактували старозавітню заборону на зображення людей лише щодо об'ємних зображень і прикрашали синагоги біблійними сценами та фігурами пророків. Стиль виконання фресок М. І. Ростовцев охарактеризував як «месопотамський», що походить з сирійських традицій і не пов'язаний з елліністичним мистецтвом.

Примітивний, суто східний стиль розписів можна сміливо розглядати як один з найбільш «варварських» варіантів східнохристиянського мистецтва: позбавлені об'єму фігури, розташовані в ряд або один над одним, виконані в жорсткому лінійному стилі, вони дані зазвичай в нерухомих фронтальних позах і в зовсім довільних масштабах, їхні обличчя одноманітні та схематичні; головні персонажі часто-густо повторюються в межах однієї сцени по кілька разів.

Науковці зазначають, що на фресках постаті головних біблійних героїв (Мойсей, Яків, Йосип) зображені у грецьких одежах, ізраїльські вояки одягнені в римські обладунки, а в сценах битв євреїв з филистимлянами або на зображеннях цариць (Естер, дочка фараона) герої одягнені в парфянський одяг. У деяких випадках художники точно слідували за біблійним описом предметів (наприклад, зображення Ковчега Завіту, одягу первосвященика Аарона), а також зображували єврейські релігійні атрибути (менора, Лула, цитрон).

## Галерея
|                                     |  |                      |  |                            |  |
| Знайдення царівною немовляти Мойсея |  | Синагогальний ковчег |  | Поклоніння золотому тельцю |  |

|                 |  |                  |  |                          |  |
| Тріумф Мордехая |  | Видіння Єзекіїля |  | Давид помазаний Самуїлом |  |